# カテンソウ
カテンソウ（花点草、学名：Nanocnide japonica Blume）は、イラクサ科カテンソウ属に分類される多年草の1種。別名が、ヒシバカキドウシ、葉の形がカキドオシに似ていることに由来する。属名の「Nanocnide」は、ギリシャ語の「nannos」（「矮小）と「cnide」（イラクサ」）。

## 特徴
茎は高さ10-30 cm、柔軟で束生し多少毛がある。匍匐茎を出して繁殖する。葉は互生し、菱形状卵形で長さ1-3 cm、幅1-3 cm、先は円く、縁に数対の深い鈍葉牙があり基部は切形。葉柄は葉身よりも少し長いか同長。托葉は小さな卵形で長さ1-2 mm。上部の葉の脇から花柄を出して、雄花をかためて付ける。雄花の花被片は5個、雄蕊は5個、内側に曲がっていた花糸は次々に伸びて葯が破れて花粉を散らす。上部の葉の付け根に雌花をかためて付ける。雌花の花被片は4個、披針形で、薄紅、色外側のものは背面に竜骨がある。開花時期は4-5月。果実は胞果で花被に包まれ、宿存萼と同長長さ約1 mm、広卵状レンズ形で細点がある。

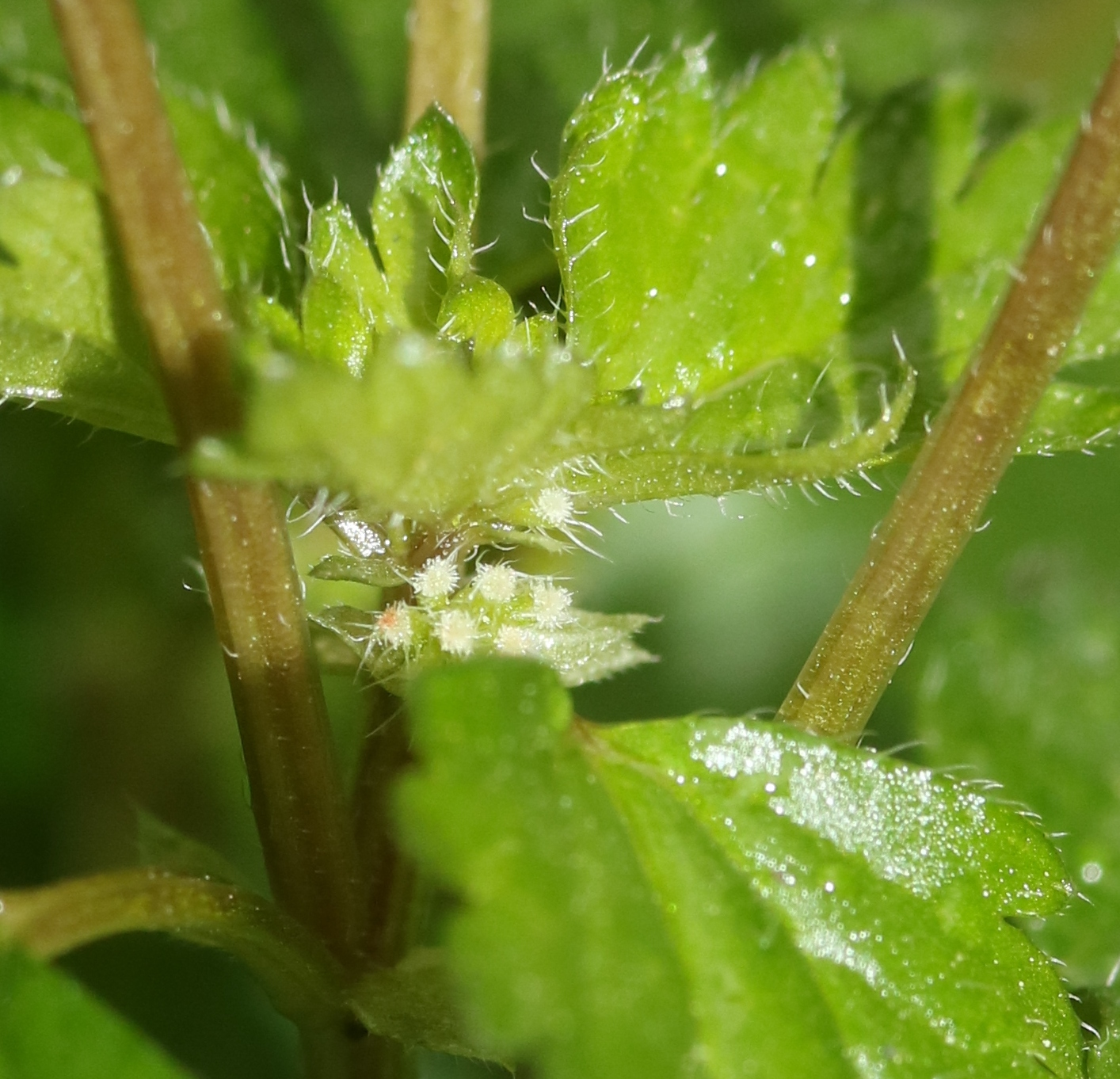
上部の葉の脇に付く雌花
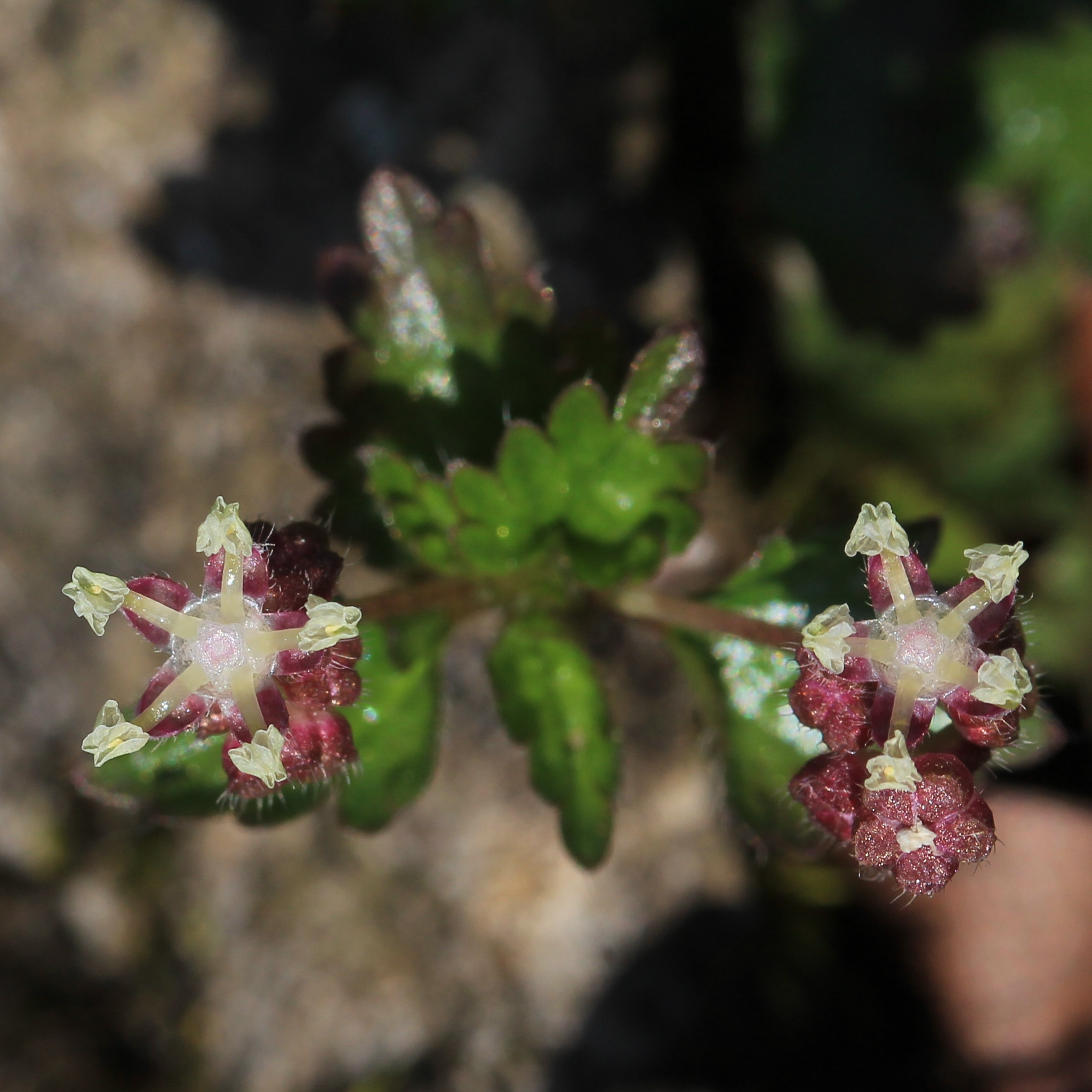
雄花の花被片は5個
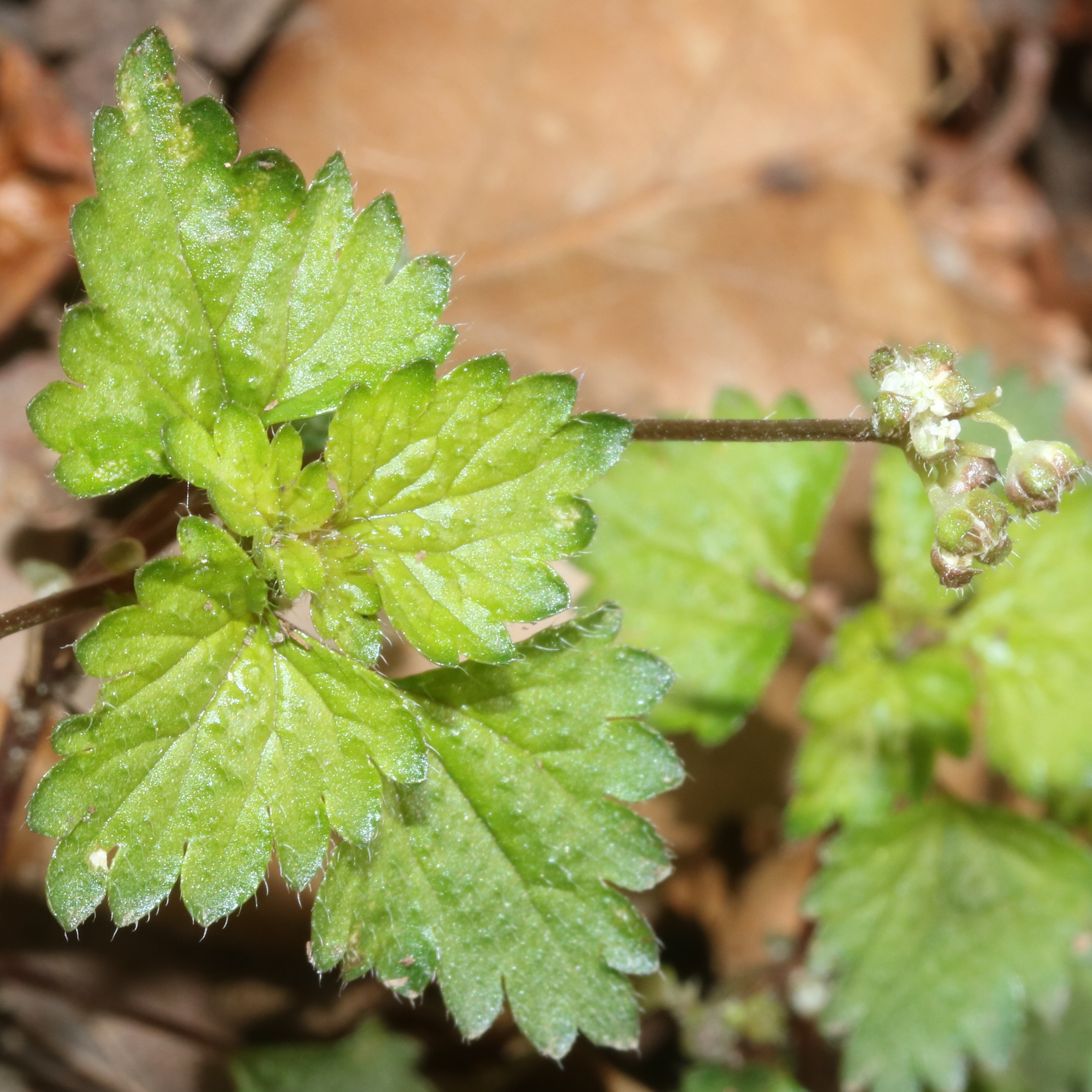
菱形状卵形の葉、縁に数対の深い鈍葉牙がある

## 分布と生育環境
中国、台湾、朝鮮半島、日本の暖帯に分布する。
日本では本州、四国、九州に分布する。
山野の林下に生育し、群生する。

## 種の保全状況評価
日本では以下の都道府県で、レッドリストの指定を受けている。
- 絶滅危惧II類（VU） - 東京都区部、北多摩地区[6]、石川県[7]
- 一般保護生物（D） - 千葉県[8]
- 情報不足 - 鹿児島県